# قرية عبد الصمد
عبد الصمد ( بالروسية والطاجيكية: Абдусамад) هي قرية في منطقة صغد، شمال طاجيكستان. وهي جزء من جماعة سرزم في مدينة بانجكنت.